# WKS Orzeł Łódź
Orzeł Łódź (Klub Sportowy Orzeł Łódź) – polski wielosekcyjny klub sportowy z siedzibą w Łodzi, założony w 1926 roku, jako Wojskowy Klub Sportowy.

## Informacje ogólne
- Pełna nazwa: Klub Sportowy Orzeł Łódź
- Rok założenia: 1926
- Adres: ul. 6 Sierpnia 71; 90-645 Łódź
- Barwy: zielono-biało-czerwone
- Obiekt: Obiekt Sportowy MOSiR przy ul. 6 Sierpnia[1]
- Sekcje istniejące: piłka nożna oraz strzelectwo

## Władze Klubu
- Tadeusz Rutkowski – Prezes Zarządu
- Edward Potok – wiceprezes Zarządu
- Marek Chojnacki – wiceprezes Zarządu ds. sportowych
- Józef Kuklis – Skarbnik
- Jarosław Jaskuła – Sekretarz
- Andrzej Machudera – Członek Zarządu

## Historia
Klub został założony w 1926 roku (nie jak powszechnie przyjmuje się w 1923), w wyniku połączenia: KS 28. Pułk Strzelców Kaniowskich, KS 31. Pułku Kaniowskich oraz KS 4. Dyonu Żandarmerii. Do wybuchu II wojny światowej klub funkcjonował jako Wojskowy Klub Sportowy. Rozszerzenie nazwy o człon Orzeł nastąpiło dopiero po jej zakończeniu. Klub do 2000 roku funkcjonował w ramach struktur wojskowych. W roku następnym nastąpiła oficjalna zmiana nazwy klubu z Wojskowego Klubu Sportowego Orzeł-WAM na KS Orzeł. Klub podczas prawie 90-letniej działalności wychował wielu znakomitych sportowców, uczestników mistrzostw świata, mistrzostw Europy, a także olimpijczyków.

## Nazwy
- 1926–1939: Wojskowy Klub Sportowy
- 1945–1977: WKS Orzeł
- 1977–2000: WKS Orzeł-WAM
- od 2001: Klub Sportowy Orzeł

## Sekcje

### Piłka nożna
Sekcja istniejąca od samego początku funkcjonowania klubu, obecnie skupiająca jedynie drużyny młodzieżowe. Wychowała wielu znanych piłkarzy, w tym Władysława Karasiaka, reprezentanta kraju w okresie dwudziestolecia międzywojennego. Jej barw bronili ponadto m.in. Rafał Grzelak, Ernest Pohl, Igor Sypniewski, Andrzej Woźniak.
Sukcesy
- 1/4 finału Pucharu Polski – 1976/77
- wicemistrzostwo Polski juniorów starszych – 1992
- mistrzostwo Klasy A Łódzkiego OZPN; baraże o wejście do I ligi – 1930 rok

### Strzelectwo
Sekcja, która jako jedna z dwóch – obok piłki nożnej – funkcjonuje w klubie do dziś. Powstała wraz z zawiązaniem klubu w 1926 roku. Wychowała wielu znanych i utytułowanych zawodników, w tym Bolesława Gościewicza, uczestnika olimpiady w Paryżu (1924) oraz Agnieszkę Nagay, trzykrotną olimpijkę (Ateny, Pekin, Londyn).

### Szermierka
Sekcja obecnie nieistniejąca. Najsłynniejszym szermierzem reprezentującym jej barwy był Roman Kantor, który wystąpił na igrzyskach olimpijskich w 1936 roku.

### Kolarstwo
Podobnie jak szermierka, sekcja obecnie nieistniejąca. Założona w 1966roku. Jej barw podczas igrzysk olimpijskich broniło 3 kolarzy: Jerzy Głowacki, Bernard Kręczyński oraz Krzysztof Sujka. Sekcja zakończyła działalność w połowie lat 90. XX wieku.

### Pozostałe
- lekkoatletyka – obecnie nie istnieje
- tenis ziemny – obecnie nie istnieje
- sporty motorowe – obecnie nie istnieje
- koszykówka – obecnie nie istnieje